# Bonanyamsi
Bonanyamsi est un village du département du Nkam au Cameroun. Situé dans l'arrondissement de Yabassi, il est localisé sur la route piétonne qui relie Yabassi à Moutimbelembe. On y accède également par la rive gauche du fleuve Wouri. 

## Population et environnement
En 1967, le village de Bonanyamsi avait 275 habitants, essentiellement des Bodiman. La population de Bonanyamsi était de 28 habitants dont 18 hommes et 10 femmes, lors du recensement de 2005. 